# Tichon (Nědosekin)
Tichon (světským jménem: Nikolaj Vladimirovič Nědosekin; * 14. února 1956, Jaroslavl) je ruský duchovní Ruské pravoslavné církve, biskup vidnovský a vikář a patriarchy moskevského a celé Rusi.

## Život
Narodil se 14. února 1956 v Jaroslavli do rodiny kněze.
Po střední škole studoval na Moskevské technické škole stavebnictví, kteří dokončil roku 1977. Poté sloužil v řadách Sovětské armády.
Roku 1979 nastoupil na Moskevský duchovní seminář a poté na Moskevskou duchovní akademii.
V letech 1981–1987 byl hypodiákonem metropolity krutického a kolomenského Juvenalije (Pojarkova).
V listopadu 1987 se stal ekonomem moskevské eparchiální správy.
Dne 6. ledna 1990 byl metropolitou Juvenalijem postřižen na monacha se jménem Tichon na počest svatého Tichona Moskevského.
Dne 7. ledna 1990 byl rukopoložen na hierodiakona a 21. října na jeromonacha. Stal se představeným chrámu Zesnutí přesvaté Bohorodice ve Vidnoji.
Dne 14. dubna 1992 byl metropolitou krutickým Juvenalijem ustanoven představeným Jekatěrininského monastýru ve Vidnoji. Dne 6. května byl povýšen na igumena s udělením práva nosit náprsní kříž. Dne 18. června se stal blagočinným Vidnovského okruhu.
Dne 10. ledna 1997 byl ustanoven blagočinným monastýrů moskevské eparchie.
Dne 19. července 1999 jej Svatý synod zvolil biskupem vidnovským vikářem moskevské eparchie.
Dne 25. července 1999 byl povýšen na archimandritu. Dne 9. srpna stejného roku byl oficiálně jmenován biskupem a následující den proběhla jeho biskupská chirotonie. Světiteli byli patriarcha moskevský Alexij II., metropolita krutický a kolomenský Juvenalij (Pojarkov), metropolita solněčnogorský Sergij (Fomin), metropolita volokolamský a jurjevský Pitirim (Něčajev), arcibiskup možajský Grigorij (Čirkov), arcibiskup istrijský Arsenij (Jepifanov), biskup Ilian (Vostrjakov), biskup bronnický Tichon (Jemeljanov), biskup orechovo-zujevský Alexij (Frolov), biskup ugličský Iosif (Balabanov) a biskup krasnogorský Sava (Volkov).
Dne 17. dubna 2002 byl osvobozen od funkce blagočinného Vidnovského okruhu a 10. prosince 2004 od funkce blagočinného monastýrů.
Dne 13. dubna 2021 se stal vikářem patriarchy moskevského a celé Rusi. Téhož dne bylo město Vidnoje včleněno do podolské eparchie.